# Anemolita

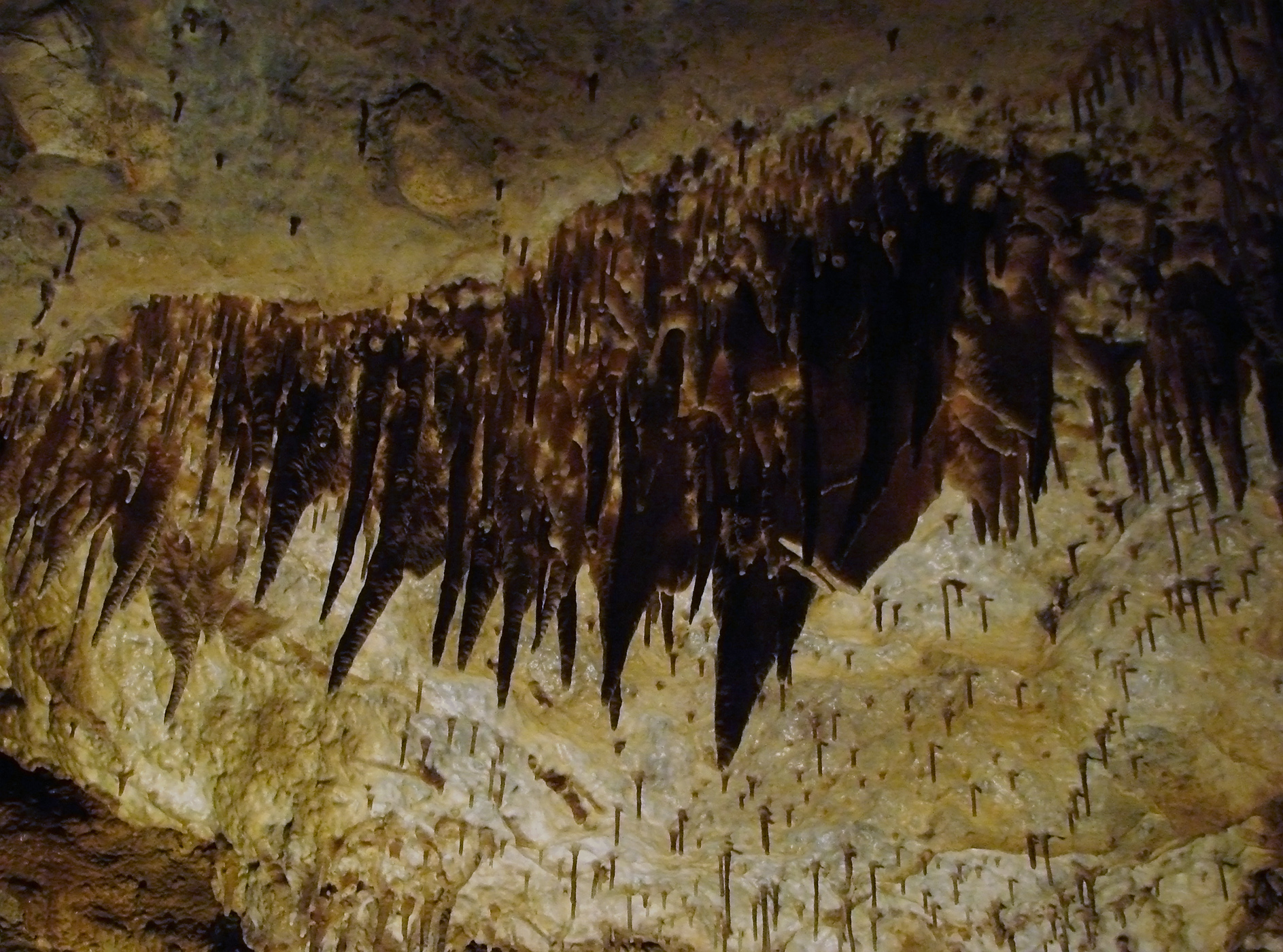
Cova de Han (Bèlgica), on s'observen anemolites juntament amb estalactites

Una anemolita és un tipus d'espeleotema semblant a una estalactita, però amb l'eix principal orientat en una direcció no vertical, i pot presentar diversos punts d'inflexió, la qual cosa dona lloc a formes corbades. Coexisteixen amb les estalactites i és possible trobar dues anemolites adjacents amb curvatures oposades. Sembla que la seva formació és deguda a corrents d'aire.
L'acció del vent en la formació d'aquest espeleotema dona lloc al seu nom. El mot anemolita està compost per la forma prefixada del mot grec ἄνεμος, ánemos, que significa "vent", i del mot també grec, λίθος, líthos, que significa "pedra".